# Jørgen Kornerup-Bang
Jørgen Peter Georg Kornerup-Bang (29 juli 1886, Silkeborg – 10 september 1916, Nord-Frankrig) var en dansk atlet, murermester og frivillig sergent i den engelske hær.

## Liv og karriere
Kornerup-Bang var medlem af Københavns FF (senere Københavns IF) frem til 1908 og derefter i Silkeborg Fremad. Han vandt danmarksmesterskabet i tikamp syv år i træk og var suveræn i adskillige discipliner, ikke mindst spydkast. Han vandt i alt 14 danske mesterskaber og satte ni danske rekorder. Han skulle have deltaget i OL 1912 i Stockholm, men kom aldrig til start.
Kornerup-Bang, som i sin hjemby Silkeborg var murermester, lærte ved Junkers Gymnastikinstitut nogle engelske lærere at kende, som inspirerede ham til at tage til England for at blive gymnastiklærer der. Her meldte han sig under første verdenskrig, som frivillig til den engelske hær, og hans evner som spydkaster gjorde ham til instruktør i håndgranatkast ved infanteri regimentet Royal Fusiliers 17. service bataljon også kendt som Empire Battalion of Royal Fusiliers. Bataljonen blev indsat i krigen i Frankrig 17. november 1915. Han overlevede kampene ved fronten, bl.a Slaget ved Somme, men blev under instruktion af engelske soldater i Nord-Frankrig, 30 år gammel dræbt af en defekt håndgranat. 
Han ligger begravet på Bertrancourt Military Cemetery i Somme i Frankrig.
Hans navn findes på mindesmonumentet i Mindeparken i Aarhus.

## Familie og slægt
Jørgen Kornerup-Bang var søn af tømrermesteren Joachim Godske Adam Vilhelm Kornerup-Bang og Karen Margarethe Jørgensen. Hans yngre bror Johannes Kornerup-Bang (1887-1918) blev også dræbt som frivillig i den engelske hær i første verdenskrig. Igennem faderen nedstammer Kornerup-Bang fra Bang-slægten, hans oldefar var domprovst Jacob Hansen Bang, hvis slægt kan dateres tilbage til 1500-tallet.

## Danske mesterskaber
- Sølv 1913 110 meter hæk
- Guld 1913 Spydkast h+v 79,74
- Guld 1913 Tikamp
- Guld 1912 Tikamp
- Sølv 1911 110 meter hæk
- Bronze 1911 Højdespring 1,62
- Bronze1911 Stangspring 2,60
- Guld 1911 Hammerkast 37,18
- Guld 1911 Tikamp
- Guld 1910 110 meter hæk 17.0
- Sølv 1910 Hammerkast 33,15
- Guld 1910 Tikamp
- Sølv 1909 120 yards hæk (109,73 meter)
- Guld 1909 Spydkast 44,60
- Guld 1909 Hammerkast 38,16
- Guld 1909 Tikamp
- Sølv 1908 120 yards hæk 17.2
- Guld 1908 Diskoskast 36,35
- Guld 1908 Hammerkast 36,35
- Sølv 1908 Spydkast 39,90
- Bronze 1908 ¼ mile (cirka 402 meter)
- Guld 1908 Tikamp
- Guld 1907 Tikamp

## Danske rekorder
- Tikamp 5365 p 1910
- Tikamp 5985 p 1911
- Tikamp 6128 p 1913
- Hammerkast 36,35 1908
- Hammerkast 40,98 1909 (Første dansker over 40 meter)
- Vægtkast 25,4 kg 7,65 1911
- Spydkast 47,70 1912
- Spydkast 49,62 1914
- Spydkast 52,87 London, England 1914 (Første dansker over 50 meter)